# Masako Yashiro
Masako Yashiro (矢代まさこ, Yashiro Masako) est une mangaka japonaise née le 13 janvier 1947 dans la préfecture d'Ehime. Dessinatrice de shōjo, de shōnen et de ladies' mangas, elle est considérée comme une précurseure du Groupe de l'an 24.

## Biographie
Masako Yashiro, de son véritable nom Masako Yamamoto, est née en janvier 1947 dans la préfecture d'Ehime.
Elle commence sa carrière en 1961 sous le pseudonyme de Masami Tani (谷真沙美, Tani Masami) en publiant le manga de prêt intitulé Ane otōto (姉弟) dans le magazine Machi (街). En 1962 elle change son pseudo pour Masako Yashiro et publie l'œuvre Chiisa na himitsu (ちいさな秘密) dans l'anthologie shōjo manga de prêt Sumire (すみれ). Elle devient une autrice notable du shōjo manga de prêt avec ses histoires variées, ses personnages réalistes et sa composition claire et naturaliste De 1964 à 1966 elle publie la série de prêt Yōko Series (ようこシリーズ), d'une longueur de 28 épisodes, qui est un récit chorale de différentes protagonistes nommées Yōko. Ce titre est l'une des séries les plus populaires de l'autrice, marquant une génération de lectrices grâce notamment à la crédibilité des héroïnes qui permet aux lectrices de facilement s'identifier,.
Elle publie par la suite dans les magazines de shōjo manga et devient l'une des mangakas les plus populaires du magazine Margaret, dans lequel elle publie en 1970 le manga Secret Love (シクレーット・ラブ), considéré comme le premier manga du genre yuri. L'impact de ce premier yuri est contesté : Yoshihiro Yonezawa affirme que le manga a été particulièrement controversé et débattu à l'époque de sa publication, quand Yukari Fujimoto déclare qu'il n'a pas eu particulièrement d'influence, il est néanmoins peu connu aujourd'hui.
À la fin des années 1960 elle devient l'une des figures de proue du magazine d'avant-garde COM avec le manga Noah o sagashite (ノアをさがして),, puis du magazine sœur de COM, Funny, qui permettent de redéfinir le contour du shōjo manga. Yashiro est ainsi considérée comme une précurseure du Groupe de l'an 24 qui « révolutionne » le shōjo manga quelques années plus tard. Ses travaux dans COM la fait connaître auprès d'un public masculin, lui donnant ainsi la possibilité de travailler pour des magazines de shōnen manga en tant qu'artiste féminine. En plus du shōnen manga, elle contribue aussi à la scène du ladies' comics, les mangas pour femmes adultes.